# Osteogeneiosus militaris
Osteogeneiosus militaris es una especie de pez de la familia Ariidae en el orden de los Siluriformes, la única especie viva del género Osteogeneiosus.

## Morfología
Los machos pueden llegar alcanzar los 35 cm de longitud total.

## Alimentación
Come principalmente invertebrados y peces

## Hábitat
Es un pez demersal y de clima tropical.

## Distribución geográfica
Se encuentra desde el Pakistán y la costa oeste de la India hasta Bangladés Birmania, Singapur, Malasia, Indonesia y Brunéi.